# Mr.シャチホコ
Mr.シャチホコ（ミスターシャチホコ、1993年3月19日 - ）は、日本のものまねタレント。所属事務所はオフィスKと株式会社ボンド。
愛知県あま市（旧・海部郡甚目寺町）出身。あま市立甚目寺小学校、あま市立甚目寺中学校、愛知県立中村高等学校、日本体育大学体育学部卒業。妻は同じくものまねタレントのみはる。

## 来歴

### デビューまで
目立つことが好きな小学生時代、披露していたサザンオールスターズ、B’zのものまねのおかげで、クラスではヒーロー的存在だった。当時は学校の先生のものまねを始め、高校生になると歌マネにも着手、桜井和寿（Mr.Children）のものまねはそのころから持ちネタである。高校の体育教師を目指していたことから、2011年4月、日本体育大学に進学。
入学直後はボクシング部に所属するも大学2年時に退部。時間に余裕が出来たことでYouTubeへ桑田佳祐&Mr.Childrenの「奇跡の地球」を一人二役（桑田・桜井）で行う物真似動画をアップした。動画再生数が2万回突破したことで、ものまね番組からスカウトされデビュー。
スカウト時は大学3年生で、ものまね番組の収録日程と教育実習期間が重なってしまった。最終的には親に内緒でものまね番組出演を選び、教員免許取得を諦めている。
2013年8月10日放送の日本テレビ系列『サタデーバリューフィーバー  熱唱!歌まね自慢』にて、上述した「奇跡の地球」を歌唱し、78.5％の得点で合格した。
大学卒業後、本格的に芸人を目指すことを決意。周囲からは無謀な夢だと笑われていたという。そっくり館キサラのオーディションには3回目で合格。

### 和田アキ子のマネでブレイク
元々は桜井和寿（Mr.Children）の歌真似を得意としていたが、2018年後半に和田アキ子のしゃべりものまねでブレイクした。「番組始まって1時間ぐらい経つんですけど、ちょっとごめんなさいね。君は何をされてる方なの？」「キャメラ」など、吉村明宏らが行うような誇張した声ではなく、和田の本来の声質に極力近づけているのが特徴である。それまで和田のものまねといえば歌まねが多くを占め、バラエティ番組で会話するものまねは斬新なアプローチだった。和田のしゃべりものまねを練習し始めたころ、みはるの友人だったまちゃまちゃが経営する会員制飲み屋で披露したところ、客から好評を得られ、和田に詳しいまちゃまちゃからは様々な情報をインプットしクオリティが磨かれていった。
2018年9月、『林先生が驚く初耳学!』（毎日放送、TBSテレビ）にて和田本人との共演を果たしている。シャチホコのものまねを認めず激怒する和田のドッキリがあったが、結果的に快く公認されている。これまで「酔った和田アキ子」を見たことがなく、そのことを和田に直接話したところ、飲み会に誘われ参加。そこで「酔った和田」を見ることが叶っている。
2020年4月、自身のYouTubeチャンネルを開設。同年7月6日投稿の動画内にて「Mr.シャチホコの世界」にチャンネル名を変更。以降は趣味の「遊☆戯☆王」カードゲームのほか様々なゲーム実況、声優ものまね、「歌ってみた」などのバラエティに富んだ動画をアップしている。
2022年4月10日の『アッコにおまかせ!』（TBSテレビ）にて、ものまね対象者である和田が新型コロナウイルス感染による休演に伴い、代理司会として抜擢される。ものまね対象者の冠番組で、ものまねタレントが司会を行うという異例の展開となった。和田からは「シャチホコくん、今日は、あなたが私です。いつもの私のように、おしとやかで上品に、そしてエレガントにお願いします」とメッセージが届き、宇内梨沙アナウンサーが代読した。このメッセージを受けたシャチホコは「これはね、脅迫メールだと思います。震えています」と(冗談で)戦々恐々としていた。

## 人物
芸名はMr.Children「Tomorrow never knows」の仮タイトル「金のシャチホコ」と、自身の出身地である愛知県にちなみ名古屋城の金の鯱から由来する。
父は、三重県亀山市で八百屋を経営していた。
趣味はテレビゲーム、カードゲーム。特に遊戯王OCGに精通し、コナミ主催の芸能人プレイヤーによるデュエルリンクス大会に出場している。また、YouTubeチャンネルは2020年4月の開設当初、「Mr.シャチホコの遊戯王におまかせ」というチャンネル名で、その名の通り遊戯王専門チャンネルであった。
かつらを取った素顔は20代の時点で頭髪の生え際がかなり後退気味であり、妻のみはる曰く「すでに30歳は超えているように見える」とのこと。2021年12月29日放送の「千鳥の鬼レンチャン」（フジテレビ）出演時は、かつらを被らず地毛の状態で木山裕策のものまねを披露した。
身長179cm、体重85kg（2018年ごろ）、足のサイズは27cm。和田アキ子から靴を贈られている（ちなみに和田のサイズは26.5cmとされるが、シャチホコは「もらった靴はピッタリ合った」としている）。『アッコにおまかせ!』の代役当日の衣装は和田が購入したジャケットである。また、かねてより「お前ちゃんとしたものかぶれ」と指摘されていたかつらは、生放送直前に届いたエピソードを紹介している。また、和田はモノマネで通している最中にカツラをとると怒るという。
元SKE48の平松可奈子は高校の1年先輩にあたる。
アドリブに強く、上述した和田アキ子の休演時には、冠番組を持たず司会経験がないにもかかわらず、長寿番組である「アッコにおまかせ!」の代役MCを担い生放送を最後まで務め上げた。

## 芸風
和田のしゃべりものまねを得意としているが、歌ものまねをものまねグランプリで披露したことがある。和田以外のものまねレパートリーは以下参照。

### ものまねレパートリー
- ATSUSHI
- ASKA
- 井口浩之
- 伊集院光
- 稲葉浩志
- 池森秀一
- IKKO
- 池田秀一
- 五木ひろし
- 上杉昇
- 植木等
- 江原正士
- 大橋卓弥
- 尾崎豊
- 大友康平
- 小野正利
- 大塚明夫
- 大塚芳忠
- 桂歌丸
- 加山雄三
- 河村隆一
- 影山ヒロノブ
- 北川悠仁
- 木山裕策
- 桑田佳祐
- クリス・ハート
- グッチ裕三
- 草野マサムネ
- コウメ太夫
- コブクロ
- コロッケ
- 桜井和寿
- 沢田研二
- 斎藤志郎
- 清水翔太
- 鈴木雅之
- スティーヴン・タイラー
- 千昌夫
- 高橋克典
- 高橋茂雄
- TAKUMA
- 武田鉄矢
- 玉置浩二
- 田村正和
- 立木文彦
- 津川雅彦
- つんく♂︎
- デーブ・スペクター
- 所ジョージ
- 鳥羽一郎
- 長渕剛
- 中島美嘉
- 秦基博
- 板東英二
- 浜田省吾
- バックストリート・ボーイズ
- ビートたけし
- ひょうろく
- ヒロミ
- 比嘉栄昇
- 平田広明
- 氷室京介
- 平井堅
- 福山雅治
- フレディ・マーキュリー
- 藤原聡
- 布施明
- 藤井フミヤ
- 布袋寅泰
- ほいけんた
- 槇原敬之
- 松崎しげる
- 前田亘輝
- マイケル・ジャクソン
- 前川清
- 松山千春
- 松尾駿のIKKO
- 水木一郎
- 森友嵐士
- 矢沢永吉
- 山下達郎
- 山川豊
- 八奈見乗児
- 吉村崇
- 米津玄師
- 横山剣
- 和田アキ子
- 若本規夫

他多数

## 出演
- アッコにおまかせ!（2022年4月10日、TBSテレビ）- 和田アキ子の代役MCとして出演
- オールスター後夜祭（2018年10月7日、2019年4月7日[15]、TBSテレビ）
- ものまねグランプリ（日本テレビ）- トーナメント'18準優勝。
- 千鳥の鬼レンチャン（フジテレビ） - 第2回（2021年2月12日）、第3回（2021年7月4日）、第4回（2021年12月29日）、レギュラー第1回 - （2022年5月1日）、レギュラー第9回 - （2022年9月25日）、レギュラー第18回 - （2023年3月26日）、レギュラー第28回 - （2023年8月27日）[16]、レギュラー第40回 -（2024年5月12日）
- 心はロンリー気持ちは「…」FINAL（2024年4月27日、フジテレビ）[17]

## ディスコグラフィ
- 木山と木山 〜夢のディナーショー（2023年4月26日、キングレコード） - 木山裕策とのコラボユニット「木山裕策・Mr.シャチホコ」名義。ミニ・アルバム[18]。